# Liste afghanischer Schriftsteller
In dieser noch unvollständigen Liste afghanischer Schriftsteller sind Schriftsteller aufgeführt, die auf dem Gebiet des Staates Afghanistan geboren sind oder ihre Werke vorwiegend zuerst in einer der in Afghanistan gesprochenen Sprachen (vorwiegend Dari oder Paschtu) veröffentlicht haben. Die Autoren sind alphabetisch nach ihrem Nachnamen sortiert, zu jedem Autor sollten seine Lebensdaten sowie ein Stichwort zu seiner literarischen Bedeutung angegeben werden.

## A
- Khatir Afridi (1929–1961), Dichter (Paschtu)
- Dschamal ad-Din al-Afghani (1838–1897), Schriftsteller und Philosoph (Paschtu, Dari, Arabisch, Türkisch)
- Sediq Afghan (* 1958), Philosoph and Mathematiker (Russisch, Dari)
- Hyder Akbar (* 1984), Übersetzer, Schriftsteller
- Assem Akram (* 1965), Historiker und Romanautor (Französischer Exilautor)
- Ikbal Ali Shah (1894–1969), Schriftsteller und Dichter
- Tamim Ansary (* 1948), Schriftsteller, Kinderbuchautor, Historiker (lebt in USA)
- Nadia Anjuman (1980–2005), Lyrik, Journalistin (Dari)
- Mohammad Yousuf Azraq (1937–1992), Historiker und Schriftsteller
- Abdul Ahad Ariz (* 1917), Historiker, Theologe, Schriftsteller und Rechtswissenschaftler (Paschtu und Dari, lebt in Kabul)
- Ahmadullah Rahmani (* 1947), Schriftsteller, Übersetzer (Paschtu, Dari, Englisch, Urdu, Persisch)

## B
- Wasef Bakhtari (1942–2023), Dichter und Hochschullehrer für Literatur (Dari)
- Abdul Ghafur Breshna (1907–1974), Hörspiel- und Theaterautor (Dari)
- Mohammad Hanif Baktash, Ph.D. (* 1961), Dichter (Pashto)

## E
- Hashmat Ehsanmand (* 1978), Dichter, Schauspieler, Sänger

## F
- Razeq Fani (1943–2007), Dichter und Schriftsteller (Dari)

## G
- Ghulam Muhammad Ghubar (1897–1978), Sachbuchautor (Dari), Politiker

## H
- Assadullah Habib (* 1941), Dichter und Prosaautor (Dari), Präsident des Schriftstellerverbandes (1980–1982)
- Faiz Mohammad Katib Hazara (1881–1929), Historiker, Schriftsteller
- Khaled Hosseini (* 1965), Romanautor (Amerikanischer Exilautor)

## J
- Abdul Bari Jahani, Dichter (Paschtu)
- Jalaluddin Jalal (1923–1977), Dichter (Dari) und Kunstmaler
- Malang Jan, Dichter (Paschtu)
- Ahmad Jawed (1927–2002), Literaturwissenschaftler, Dichtung (Dari)

## K
- Khalilullah Khalili (1907–1987), Dichter (Dari), Kulturminister
- Afzal Khan Khattak, Dichter (Paschtu)
- Khushal Khan Khattak (1613–1689), Dichter (Paschtu)
- Mohammad Ibraheem Khwakhuzhi
- Youssof Kohzad (* 1935), Dichter (Dari)

## L
- Suleiman Laeq (1930–2020), Dichter der afghanischen Nationalhymne (Dari)

## M
- Nemat Mokhtarzada (Dichter und Liedtexter)

## N
- Fariba Nawa (* 1973), Journalistin und Herausgeberin der Afghanistan Inc. (Persisch)
- Latif Nazemi (* 1947), Literaturwissenschaftler und Dichter (Dari)

## P
- Parwin Pazwak (* 1967), Kurzgeschichten und Gedichte (Dari)

## Q
- Zia Qarizada (1922–2008), Dichter (Dari)

## R
- Atiq Rahimi (* 1962), Schriftsteller (Dari und Französisch)

## S
- Kabir Stori (1942–2006), Dichter (Paschtu)

## T
- Sherzaman Taizi (1931–2009), Roman-, Dramenautor, Dichter, Zeitungsherausgeber (Paschtu)
- Ghulam Muhammad Tarzi (1830–1900), Stammesanführer und Dichter
- Mahmud Tarzi (1865–1933), Reiseschriftsteller (Romanautor), Journalist, Übersetzer, Herausgeber (Dari)

## Z
- Aziz Zhowandai (Dichter, Militärschriftsteller)
- Gul Mohammed Zhowandai (1905–1988), Herausgeber, Dichter (Paschtu)
- Spôjmaï Zariâb (* 1949), Schriftstellerin